# Famille Houitte de La Chesnais
La famille Houitte de La Chesnais est une famille subsistante de la noblesse française. Elle a été anoblie le 9 décembre 1814.
Cette famille compte parmi ses membres des magistrats, des hommes politiques et des officiers actuels.

## Histoire
La famille Houitte de La Chesnais est une famille de juristes du pays de Saint-Malo en Bretagne. Elle se dit originaire de la commune de La Gouesnière, dans l'actuel département d'Ille-et-Vilaine.
Elle a été anoblie le 9 décembre 1814, sous la Première Restauration, en la personne de Jean-Joseph-Thomas Houitte de La Chesnais.
Depuis 1860, elle est propriétaire du domaine des Ormes à Epiniac, en Bretagne[réf. nécessaire].
Elle est membre de l'Association d'entraide de la noblesse française (ANF) depuis 1938. et elle est représentée au Jockey Club de Paris.
L'un de ses membres, Bertrand Houitte de La Chesnais, général de corps d'armée, est major général de l'armée de terre française de 2014 à 2017.[réf. nécessaire]

## Filiation
- Thomas Houitte, seigneur de La Chesnais (proche de Saint-Malo), allié vers 1690 à Jeanne Bouttier, ils ont entre autres enfants :
- Étienne Houitte de La Chesnais (1695-1745), procureur fiscal de Bonaban et de La Gouesnière (Ille-et-Vilaine), il épouse Jeanne Pellé. Ils ont entre autres enfants :
- Thomas Houitte de La Chesnais, procureur fiscal de Bonaban, épouse le 19 janvier 1751 à Saint-Méloir-des-Ondes, Charlotte-Jeanne Guichard (1733-1756). Ils ont entre autres enfants :
- Jean-Joseph-Thomas Houitte de La Chesnais, né le 21 septembre 1753 à Bonaban et mort à Saint-Malo le 8 mars 1825. Avocat au parlement de Bretagne, président au tribunal civil de Saint-Malo, député. Il est anobli en 1814. Il avait épousé Julie Dubois de Saint-Moron. Ils ont deux fils :
  - Armand Marie Joseph Houitte de La Chesnais (1801-1888), substitut du tribunal civil et maire de Saint-Malo, conseiller général d'Ille-et-Vilaine, officier de la Légion d'honneur, épouse à Saint-Servan le 24 novembre 1832 Julie-Marie Bourdin (sans postérité masculine)
  - Édouard-Marie Houitte de La Chesnais (1806-1860), commissaire de la marine, épouse Angélique-Joséphine-Louise Vincent (v.1824-1908), dont trois fils : Edmond, Armand, Léon, qui continuèrent

(...)
- René Houitte de La Chesnais (1923-2013), général de brigade, maire d'Epiniac de 1983 à 2001, commandeur de la Légion d'honneur, commandeur de l'ordre du Mérite, croix de guerre TOE, croix de la valeur militaire, en 1951 il épouse Monique Séguineau de Préval, ils ont six enfants dont :
  - Bertrand Houitte de La Chesnais (né en 1958), général de corps d'armée, major général de l'Armée de terre du 1er septembre 2014 au 27 novembre 2017, commandeur de la Légion d'honneur, commandeur de l'ordre du Mérite. Il est conseiller municipal de Carpentras et directeur de la campagne d'Éric Zemmour pour l'élection présidentielle de 2022.

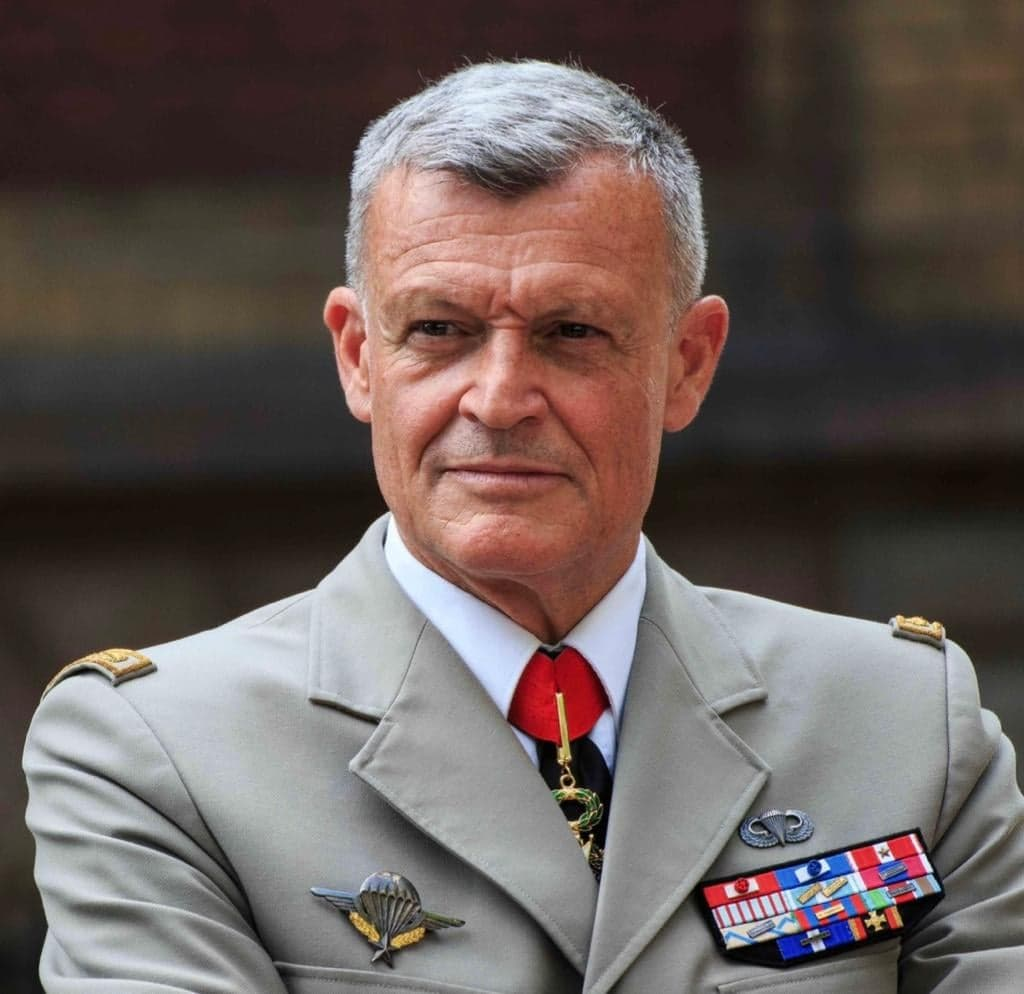
Général Bertrand Houitte de La Chesnais

## Alliances
Les principales alliances de la famille Houitte de La Chesnais sont : Bouttier (vers 1690), Pellé, Guichard (1751), Dubois de Saint-Moron, Bourdin (1832), Vincent (1861), de Gay de Nexon (1950), Séguineau de Préval (1951), Dupré la Tour (1973), de Camaret (1981), Bodard de La Jacopière (1983).

## Armes, devise
Les armoiries de la famille Houitte de La Chesnais sont : D'hermine au chef denché d'azur chargé de 3 étoiles d'or.[réf. nécessaire]
Sa devise est : Dieu et Labeur

## Propriétés et demeures
- Domaine des Ormes à Épiniac depuis 1860[6],[7]